# Clapton (West Crewkerne)
Clapton – przysiółek w Anglii, w Somerset. W latach 1870–1872 osada liczyła 90 mieszkańców.